# Wappen Portugals
Das Wappen Portugals findet sich in modifizierter Form auch auf der Flagge Portugals.

## Geschichte

Flagge Portugals

Die einzelnen Elemente des Wappens gehen bis auf das Wappen des ersten portugiesischen Königs Alfons I. zurück, dessen Nachfolger weitere Elemente anfügten und verschiedene Variationen benutzten. König Johann II. führte 1485 schließlich erstmals ein Wappen, das in Form und Anzahl der Elemente dem heutigen Wappenschild entsprach.
Siehe dazu: Geschichte der Flagge Portugals

## Gestaltung
Das Wappen hat folgende Elemente: Das grüne Band steht für die Hoffnung. Das rote Band steht für den Mut und das Blut der im Kampf gefallenen Portugiesen.

## Wappenbeschreibung
Wappenbeschreibung:
- Im vom roten Bord mit sieben goldenen Kastellen umgebenen silbernen Feld stehen kreuzweise fünf blaue Quinas mit gleicher Anzahl und (2:1:2) gestellten silbernen Kugeln. Der Schild liegt auf einer goldenen Armillarsphäre auf und wird an den Seiten von je einem goldenen Olivenzweig umrankt, die rechts (heraldisch) mit einem grünen und links mit einem roten Band geziert werden.

|  | Der gelbe (goldene) geflochtene Kreis, eine Armillarsphäre (ein Navigationsgerät in Form eines stilisierten Globus, das während der großen Weltmeerbesegelungen im 15. und 16. Jahrhundert eine wichtige Bedeutung für die portugiesische Schifffahrt hatte), repräsentiert sowohl die Welt, die die portugiesischen Seefahrer damals entdeckten, als auch die Völker, mit denen sie Gedanken und Waren austauschten. |
|  | Auf der Sphärenkugel ruht der Wappenschild: Die sieben Kastelle in der roten Umrahmung symbolisieren in der modernen Deutung die sieben Schlachten, die König Alfons III. gewann bei der Eroberung der Algarve und damit endgültigen Vertreibung der Mauren aus dem heutigen Portugal. Die Anzahl der Kastelle war aber bis 1640 nicht endgültig auf sieben festgelegt und Alfons III. führte zum Beispiel 16 in seinem Wappen. Wahrscheinlich waren sie ursprünglich ein Hinweis auf Alfons verwandtschaftliche Beziehungen zu Kastilien. Der weiße Schild symbolisiert die Rüstung von Dom Afonso Henriques de Guimarães. Die Legende sagt, dass ihm in der Schlacht von Ourique der gekreuzigte Jesus Christus erschien und zu ihm sprach: „Mit diesem Zeichen wirst du gewinnen.“ |
|  | Die fünf blauen Schilde (quina) (beachte: im obigen Wappen sind diese nicht zur Mitte gekehrt) repräsentieren fünf maurische Könige, die Dom Afonso Henriques in der Schlacht von Ourique vernichtend schlug. In jeder Quina befinden sich fünf Silbermünzen. Auch ihre Zahl änderte sich in der Geschichte ständig. Heutzutage sollen die fünf Münzen die fünf Wundmale Christi darstellen. Zählt man kreuzweise die Münzen in den Schilden und zählt die in dem mittleren Schild doppelt, ergeben sich 30 Münzen. Diese stehen für die 30 Silbermünzen, die Judas für den Verrat an Jesus Christus erhielt. |